# Cantón de Valgorge
El cantón de Valgorge era una división administrativa francesa, que estaba situada en el departamento de Ardecha y la región de Ródano-Alpes.

## Composición
El cantón estaba formado por siete comunas:
- Beaumont
- Dompnac
- Laboule
- Loubaresse
- Montselgues
- Saint-Mélany
- Valgorge

## Supresión del cantón de Valgorge
En aplicación del Decreto n.º 2014-148 de 13 de febrero de 2014, el cantón de Valgorge fue suprimido el 22 de marzo de 2015 y sus 7 comunas pasaron a formar parte del nuevo cantón de Les Vans.